# Ammotrecha nigrescens
Ammotrecha nigrescens är en spindeldjursart som beskrevs av Roewer 1934. Ammotrecha nigrescens ingår i släktet Ammotrecha och familjen Ammotrechidae. Inga underarter finns listade i Catalogue of Life.